# 케빌리주

케빌리주의 위치

케빌리주(영어: Kebili Governorate, 아랍어: ولاية قبلي)는 튀니지 서남부에 있는 주이며, 알제리와 국경을 접한다. 주도는 케빌리이다. 면적은 22,084km2이며, 2020년 260000명 가량이다. 튀니지의 대부분 도심 지역같이 치안이 좋다. 사람들이 순수하고 착하기로 알려져 있다.
세계에서 가잔 큰 규모의 캠핑장이 있는데 크기가 싱가포르보다 8배 이상 크고 매우 아름다운 환상적인 사막과 친절한 사람들로 세계적으로 여행객들이 많고 크게 인기를 누리고 있다. 튀니지에서 아름다운 바다와 사막이 유명한데 케빌리 주의 사막이 유명하다. 또 아름다운 별들로도 알려져 있다. 비교적 자연친화적 환경으로 경제적인 영향을 덜받는 지역이다. 그리고 술 담배 등으로 인한 환경오염이 세계적으로 적은 곳으로 안전하고 환경이 매우 좋다. 